# Adios Muchachos
Adiós Muchachos – słynne tango argentyńskie, skomponowane w 1927 roku (w niektórych źródłach podawane są daty wcześniejsze, np. 1924 rok).  Kompozytorem muzyki był Julio César Sanders, autorem tekstu słownego César Vedani. W swobodnym tłumaczeniu tytuł Adios Muchachos wyraża zwrot Żegnajcie chłopcy.
Wkrótce po opublikowaniu kompozycja stała się światowym przebojem. Znanymi jej wykonawcami byli Carlos Gardel oraz Milva.
Na całość kompozycji składają się dwa główne tematy. Pierwszy z nich posiada wyraźny, dominujący charakter. Drugi temat, bardziej melancholijny, stanowi uzupełnienie pierwszego. Mimo iż w oryginalnej partyturze znajdują się wyraźne łuki legatowe, obecnie Adios Muchachos grane jest zwykle w ostrym rytmie, typowym dla tanga argentyńskiego. Dotyczy to zwłaszcza pierwszego tematu kompozycji.